# ماریانو گومز
ماریانو گومز (انگلیسی: Mariano Gómez؛ زادهٔ ۵ فوریهٔ ۱۹۹۹) بازیکن فوتبال اهل آرژانتین است. او به عنوان مدافع میانی برای باشگاه اسپانیایی الگسیراس به صورت قرضی از اتلتیکو مادرید بازی می‌کند.

## تیم ملی
در فوریه ۲۰۱۸، گومز برای تمرین با تیم ملی فوتبال زیر ۱۹ سال آرژانتین انتخاب شد. او همچنین تجربه مشابهی با زیر ۲۰ سال داشت.